# Pedro Ossandón
Pedro Mario Ossandón Buljevic (Santiago, 16 de octubre de 1957) es un obispo católico chileno, actual obispo Castrense de Chile.

## Biografía

### Primeros años
Pedro Ossandón Buljevic nació en la ciudad de Santiago, el día 16 de octubre de 1957, en el seno de una familia católica. Es hijo de Carlos Ossandón Sánchez y Lucrecia Buljevic Pavisic. Es el tercero de cinco hermanos. 

### Formación
Acompañando a su padre que seguía la carrera militar, coronel del Ejército, estudió en varios colegios: en el Instituto Linares, de los Padres Marianistas, en Linares; en el Colegio Seminario Menor, en Santiago; en el Instituto San Martín de Tours, en Buenos Aires, Argentina; y finalizó sus estudios volviendo al Colegio Seminario Menor. Posteriormente ingresó al Seminario de  Santiago, y en la Universidad Católica de Chile, donde cursó la carrera de Teología. Egresando además de Pedagogía en Filosofía en la misma casa de estudios.

## Sacerdocio
Ordenado sacerdote el 20 de diciembre de 1986, en Santiago. Inició su trabajo pastoral en la parroquia San Gregorio, en comuna de La Granja: vicario parroquial hasta 1989 y párroco hasta 1995. Durante esta época se desempeñó como decano de Santa Rosa Norte, en la Zona Sur de Santiago. Nombrado párroco de Santa Cruz de Mayo, en La Florida, en esa parroquia estuvo desde 1995 hasta el año 2002. También fue decano de La Florida Norte, en la Zona Oriente de Santiago. Desde el año 2002 hasta marzo de 2006 fue vicario parroquial en la parroquia San Cayetano, en la población La Legua, San Joaquín. Desde mediados de 2001 hasta febrero de 2006 se desempeñó como secretario adjunto para la Pastoral de la Episcopal de Chile. En el mes de marzo de 2006 fue nombrado vicario de la Zona Norte del Arzobispado de Santiago, hasta noviembre de 2008.
El padre Ossandón fue parte del directorio de la Fundación para la Superación de la Pobreza. Director de la Comisión Nacional del Clero del Área Agentes de la CECh y Director de la Comisión Nacional de Comunidades y Ministerios (COMIN) del Área Eclesial de la CECH. También integró la Comisión Nacional de Justicia y Paz del Área de Pastoral Social de la CECH.  Desde el año 1999 ha sido profesor del Instituto Teológico Pastoral para América Latina (ITEPAL) del Consejo Episcopal Latinoamericano (CELAM), Bogotá, Colombia. Entre 1999 y 2004 se desempeñó como comentarista estable de Radio Chilena, y desde 2001 hasta 2008 fue capellán del Canal 13 de Televisión y formó parte del equipo de sacerdotes comentaristas de ese canal de televisión.

## Episcopado

### Obispo Auxiliar de Concepción
El Papa Benedicto XVI lo nombró  Obispo Auxiliar de la Arquidiócesis de Concepción (con el título de "Obispo de La Imperial"), El 4 de noviembre de 2008. El día de la Fiesta de Nuestra Señora de Guadalupe recibió su ordenación episcopal en Concepción, el 12 de diciembre de 2008.  Ese mismo día es designado vicario general del Arzobispado de Concepción y miembro del Colegio de Consultores de la Arquidiócesis. El 28 de enero de 2009 es nombrado miembro del directorio de la Fundación Educacional Cristo Rey de Concepción y de la Fundación Educacional La Asunción de Talcahuano. Previo a su Ordenación Episcopal, acompañó al entonces Arzobispo penquista, Ricardo Ezzati Andrello a realizar un Retiro en Tierra Santa, la Visita Ad Limina en Roma y se despide de los Fieles de Zona Norte y posteriormente de los telespectadores por las pantallas de Canal 13, antes de trasladarse a Concepción.

### Administrador Apostólico de Concepción
En el mes de enero de 2011 el Papa Benedicto XVI lo nombró Administrador Apóstolico de la Arquidiócesis de Concepción, ante la partida de Ricardo Ezzati Andrello, S.D.B. al Arzobispado de Santiago. El 28 de mayo de 2011, recibió al nuevo Arzobispo de Concepción monseñor Fernando Chomali, entregándole ese día su cargo de administrador apostólico del Arzobispado.

### Obispo Auxiliar de Santiago
El martes 10 de julio de 2012, el Papa lo nombró Obispo Auxiliar del Arzobispo de Santiago.

### Administrador Apostólico de Valparaíso
Entre el 11 de junio de 2018 al 8 de junio del 2021 fue Administrador Apostólico de la Diócesis de Valparaíso en reemplazo de Gonzalo Duarte García de Cortázar, hasta el nombramiento del nuevo Obispo de Valparaíso, Jorge Vega Velasco.